# Tauropola bimaculata
Tauropola bimaculata är en insektsart som beskrevs av Jacobi 1944. Tauropola bimaculata ingår i släktet Tauropola och familjen Tropiduchidae. Inga underarter finns listade i Catalogue of Life.